# (35392) 1997 XD5
1997 أكس دي 5 (ويعرف أيضًا باسم (35392) 1997 أكس دي 5 وفق تسمية الكوكب الصغير) (بالإنجليزية: 1997 XD5)‏ هو كويكب ضمن حزام الكويكبات؛ وترتيبه 35392 من حيث الاكتشاف.
اكتُشف هذا الجُرم الفلكي بواسطة OCA–DLR Asteroid Survey ‏ في 6 ديسمبر 1997.

## وصلات خارجية
- (35392) 1997 XD5 في قاعدة بيانات مختبر الدفع النفاث لأجرام النظام الشمسي الصغيرة

- الاكتشاف · مخطط المدار ·  العناصر المدارية · المعلمات المادية

- (35392) 1997 XD5 على موقع ويكي سكاي: DSS2, SDSS, GALEX, IRAS, Hydrogen α, X-Ray, Astrophoto, Sky Map, Articles and images